# Garde du Corps (Sachsen)
Die sächsische Garde du Corps war ein Garderegiment der sächsischen Armee. Der Verband der schweren Kavallerie wurde 1620 aufgestellt und diente nicht nur am Dresdner Hof, sondern auch in zahlreichen Feldschlachten. Im Napoleonischen Russlandfeldzug von 1812 ging es unter und wurde danach nicht mehr aufgestellt.

## Formationsgeschichte
Das Regiment wurde 1620 als „Hoffahne“ aufgestellt und 1631 in „Leib Compagnie Einspännige“ (= Reiter) umbenannt. 1632 kämpfte diese in der Schlacht bei Lützen. 1635 wurde sie in eine 1. und 2. Leibkompanie aufgeteilt und 1644 zur „Leib-Eskadron Einspännige“ verschmolzen.
Mit kaiserlicher Genehmigung wurde in Kroatien eine „Leib Compagnie Croaten zu Ross“ angeworben und am 15. März 1660 in Pirna gemustert. Sie zählte 87 Mann mit ebenso vielen Pferden, „nämlich 8 Mann 1. Blatt, 37 Knechte, 17 kroatische Edelleute, 25 Einspännige“. Am 1. Oktober 1660 wurde die Einheit um 50 Mann verstärkt und „deren 1. Blatt vermehrt“. Insbesondere im Hinblick auf die Kroaten kodifizierte der Kurfürst zur Behebung der mangelhaften Disziplin seiner Kavallerie Dienst, Disziplin und Militärjustiz noch im gleichen Jahr im sogenannten „Reiterrecht“. Die Kroaten erhielten ihren Sold aus der kurfürstlichen Privatschatulle. Als Johann Georg II. im Jahr 1664 eskortiert von seiner kroatischen Garde in den Reichstag zu Regensburg einzog, erregte diese erhebliches Aufsehen. 1666 umfasste die Kompanie 132 Mann, im Jahr 1676 noch 75. Sie wurde schließlich aus Kostengründen vom nachfolgenden Kurfürsten Johann Georg III. 1680 aufgelöst.
Die verbleibenden Kompanien führten ab 1671 die Bezeichnung „Deutsche Leibgarde zu Ross“ und ab 1682 „Garde-Trabanten zu Ross“. 1683 nahm sie am Entsatz Wiens teil. 1704 wurden sie in vier Korps aufgeteilt: 1. Trabanten, 2. Karabiniers, 3. Grenadiere zu Pferd und 4. Dragoner. Seit 1710 hieß sie ständig Garde du Corps und war in Dresden und Umgebung stationiert. Zur Zeit Augusts des Starken hatte es die doppelte Sollstärke eines damaligen sächsischen Kavallerieregiments und zählte 883 Mann, wurde aber unter seinen Nachfolgern wieder verkleinert. Nach der Zwangseingliederung der sächsischen Armee durch Preußen 1756 sammelten sich Reste des Regiments in Ungarn und wurden zunächst in französischem Sold als Grenadiere eingesetzt, aus denen 1761 ein Regiment Grenadiere zu Pferd gemacht wurde. Nach Wiedererlangung der Souveränität Sachsens im Frieden von Hubertusburg behielt nur mehr eine Schwadron mit ausgesuchten Leuten den Gardestatus, der Rest ging als Karabiniers zu den Kürassierregimentern. 1770 wurden diese Schwadronen wieder mit der Garde du Corps vereinigt.
Infolge des Beitritts Sachsens zum Rheinbund und der damit verbundenen Erhebung Sachsens zum Königreich im Jahre 1806 orientierte man sich organisatorisch nun an Napoleons Grande Armée. Die Garde du Corps bildete dort 1812 mit den Zastrow-Kürassieren und den 14. polnischen Kürassieren die Brigade Thielmann in der 7. Schweren Kavalleriedivision des IV. Kavalleriekorps unter Divisionsgeneral de Latour-Maubourg. Stab und 2. Schwadron standen in Dresden, die 1. Schwadron in Pirna, die 3. Schwadron in Radeberg und die 4. Schwadron in Dippoldiswalde. Regimentschef war General von Zezschwitz, Kommandeur Generalmajor von Mangold. Im Russlandfeldzug des gleichen Jahres, der auch für Sachsen verheerend war, zeichnete sie sich insbesondere aus, als sie in der Schlacht an der Moskwa als erstes in die russische Hauptschanze eindrang und so maßgeblich zum Sieg Napoleons beitrug. Beim Rückzug wurde sie weitgehend aufgerieben und bei der Reorganisation der sächsischen Armee 1813 nicht wieder aufgestellt.

## Erscheinungsbild
Unter August dem Starken trug das Regiment einen roten Uniformrock mit hellblauer Abzeichenfarbe an Kragen, Rabatten und Aufschlägen, gelbmetallenen Knöpfen, lederner Weste und Hose. Bei der Wiederaufstellung 1765 nahm man eine Uniform nach Vorbild der preußischen Kürassiere (jedoch ohne Kürass) mit blassgelbem Koller mit blauen Abzeichen an. Die Trompeter sowie die Interims- und Galauniform der Offiziere behielten die rote Grundfarbe. Schabracken waren blau. 1810 ersetzte ein Messing-Raupenhelm zur Feld- und Paradeuniform den Hut.
Die Uniform der kroatischen Kompanie folgte dem Vorbild der der Kroatischen Militärgrenze, der Kommandeur Peranski trug zur Parade dazu ein Leopardenfell. Als Feldzeichen führte sie ein Guidon aus rotem Taft mit spitzen Enden und karmesinseidenen Fransen. Dar Avers zeigte das kursächsische Wappen, der Revers das kurfürstliche Monogramm mit dem Kurhut. Die rot und golden bemalte Fahnenstange hatte eine dreieckige vergoldete Spitze mit zwei karmesinseidenen Quasten.
Farbtafeln von Richard Knötel:

Als Leibgarde zu Pferd: Offizier und Reiter (1699)
Zwei Reiter, Unteroffizier und Offizier (1785)
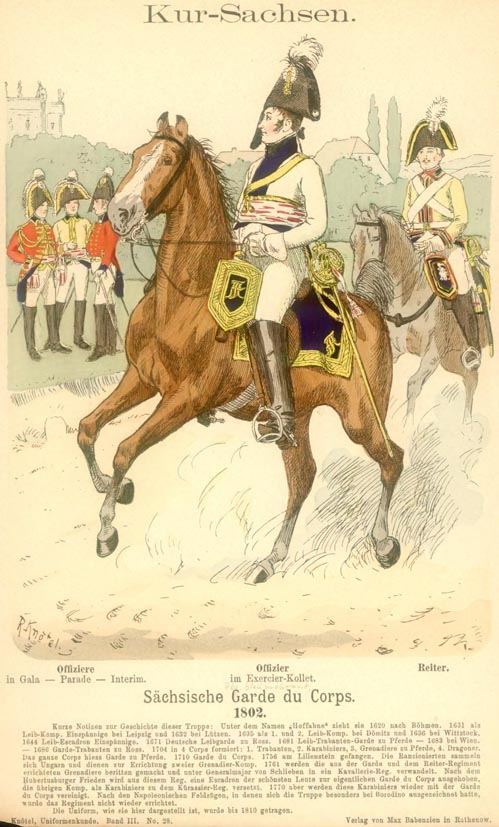
Offiziere in verschiedenen Anzugarten und ein Reiter (1802)
Offizier und Trompeter (1810)

## Liste der Chefs
- 1620 Rittmeister Krafft von Bodenhausen
- 1624 Leutnant Simon Göderitz genannt der Tolle[3]
- 1629 Kapitänleutnant Hans Rau(he) († 1631)[4]
- 1631 Rittmeister Georg Christoph Marschall
- 1631 Rittmeister Georg Herfurth[5]
- 1635 Rittmeister Hans Georg von Löben
- 1644 Oberstwachtmeister Rudolph von Neidschütz (Amtshauptmann Mülhberg)
- 1648 Oberst von Wolfframsdorff(?)
- 1668 Oberst Christian Ernst von Kanne
- 1671 Oberster von Neidschütz
- 1680 Generalwachtmeister Graf Promnitz
- 1682 Generalleutnant von Neidschütz
- 1689 Generalwachtmeister von Hofkirchen
- 1690 Oberst von Schadowitz (Sajatowitz)
- 1691 Generalleutnant Graf Zinzendorff
- 1697 General Graf Trautmannsdorff
- 1699 General Fürst Lubomirski
- 1700 Generalleutnant von Jordan  (Karl Gustav von Jordan?)
- 1701 Generalleutnant Graf Flemming
- 1704 Generalleutnant von Jordan
- 1704 Generalleutnant Graf Flemming
- 1713 Generalmajor Graf Sapieha
- 1716 General Herzog von Sachsen-Weißenfels
- 1736 General Graf Rutowski
- 1740 General Chevalier de Saxe (resignierte)
- 1763 General Graf von Cosel († 1770)

### Liste der Kommandeure
- 1726 Generalmajor von Birkholz
- 1734 Generalmajor Christian Ernst von Polenz
- 1752 Generalleutnant Graf Johann Friedrich Vitzthum von Eckstädt (resignierte)
- 1763 Generalmajor Christian Friedrich von Winkelmann († 1775)[6]
- 1776 Oberst Alexius du Hamel wurde 1778 Generalmajor[7]
- 1778 Oberst Graf Moritz von Bellegarde
- 1802 General Hans Gottlob von Zezschwitz (Generalkommandant)

## Berühmte Angehörige
- Carl Adolf von Carlowitz hatte 1791 seine erste Verwendung als Offizier beim Regiment, trat 1815 in preußische Dienste und wurde dort Generalleutnant sowie Gouverneur von Breslau.
- Jan Henryk Dąbrowski, verließ 1792 als Rittmeister das Garde du Corps, um sich dem Freiheitskampf seiner polnischen Heimat anzuschließen und erlangte im Titel der Nationalhymne Mazurek Dąbrowskiego bleibenden Nachruhm.
- Johann Friedrich Vitzthum von Eckstädt trat 1729 ins Regiment ein, wurde später dessen Oberst und Generalleutnant sowie Gouverneur von Leipzig.
- Karl Wilhelm Ferdinand von Funck begann seine Laufbahn 1780 beim Garde du Corps und wurde als Generalleutnant der Generaladjutant des sächsischen Königs Friedrich August I.
- Georg Wilhelm von der Goltz war Rittmeister beim Regiment, trat 1748 in polnische Dienste und wurde später dort General sowie Gesandter in Berlin.
- Alexius du Hamel kam 1748 aus kaiserlichen Diensten ins sächsische Heer, wurde 1749 Major im Regiment und stieg bis zum General der Kavallerie auf.
- Gustav von Münster-Meinhövel trat 1803 als Leutnant ins Regiment ein, wechselte 1805 in preußische Dienste und wurde dort Generalmajor.
- Janko Peranski war Kommandeur der Kroatischen Kompanie des Regiments.
- Hermann von Pückler-Muskau, Namenspatron des Fürst-Pückler-Eises, diente 1802 bis 1806 beim Regiment.
- Johann Schadowitz, zunächst Offizier in der kroatischen Kompanie, wurde später Kommandeur der Gardekavallerie und historische Vorlage für die sorbische Sagengestalt des Zauberers Krabat.[8]
- Georg Ludwig von Schleswig-Holstein-Gottorf war Rittmeister beim Regiment, trat 1741 in preußische Dienste und wurde dort Generalleutnant sowie später russischer Generalfeldmarschall.

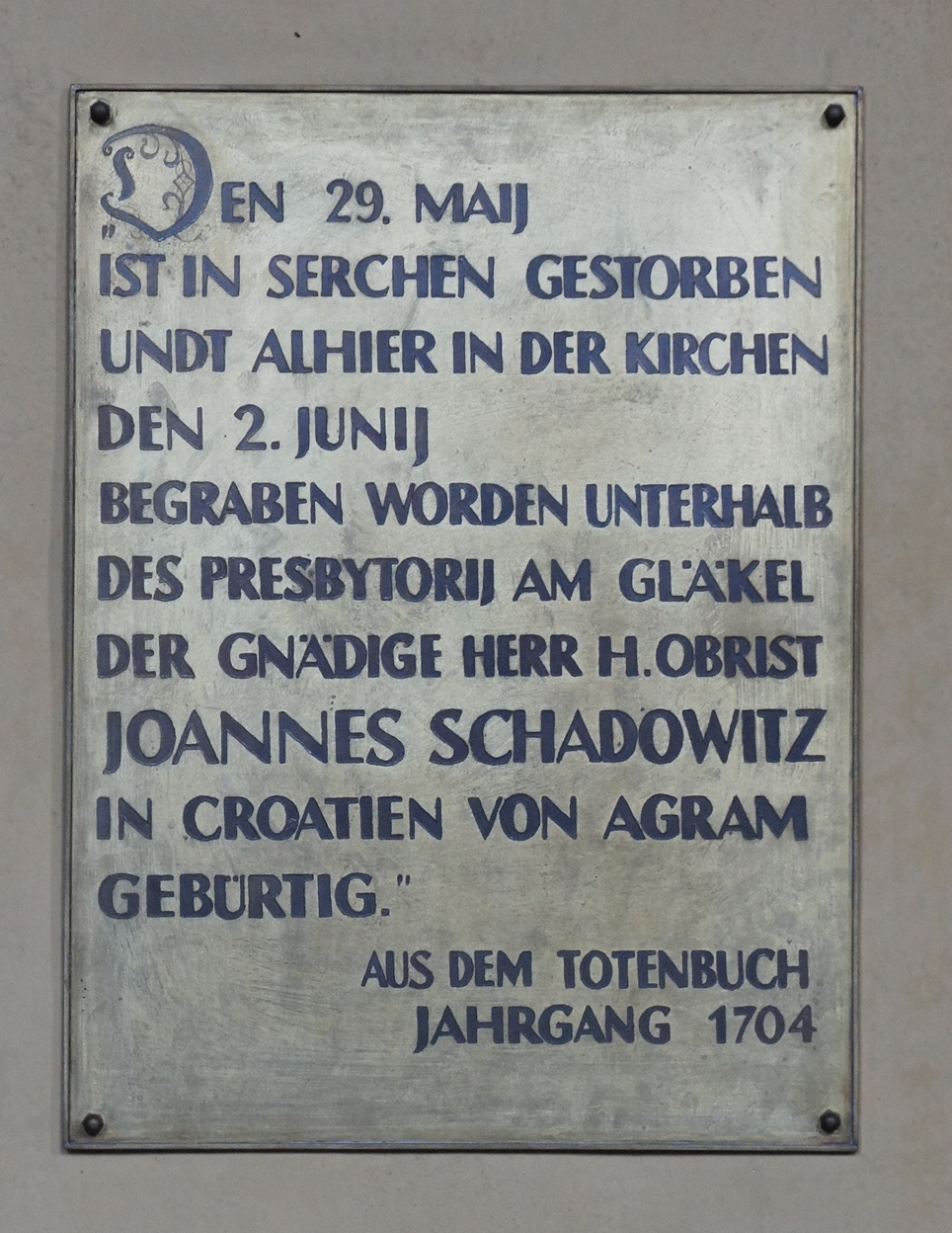
Gedenktafel für Johann Schadowitz in der Kirche von Wittichenau
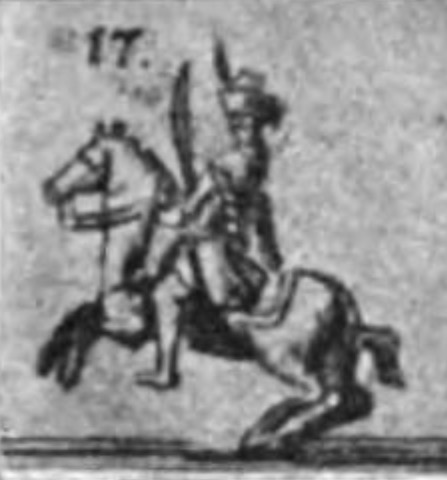
Janko Peranski
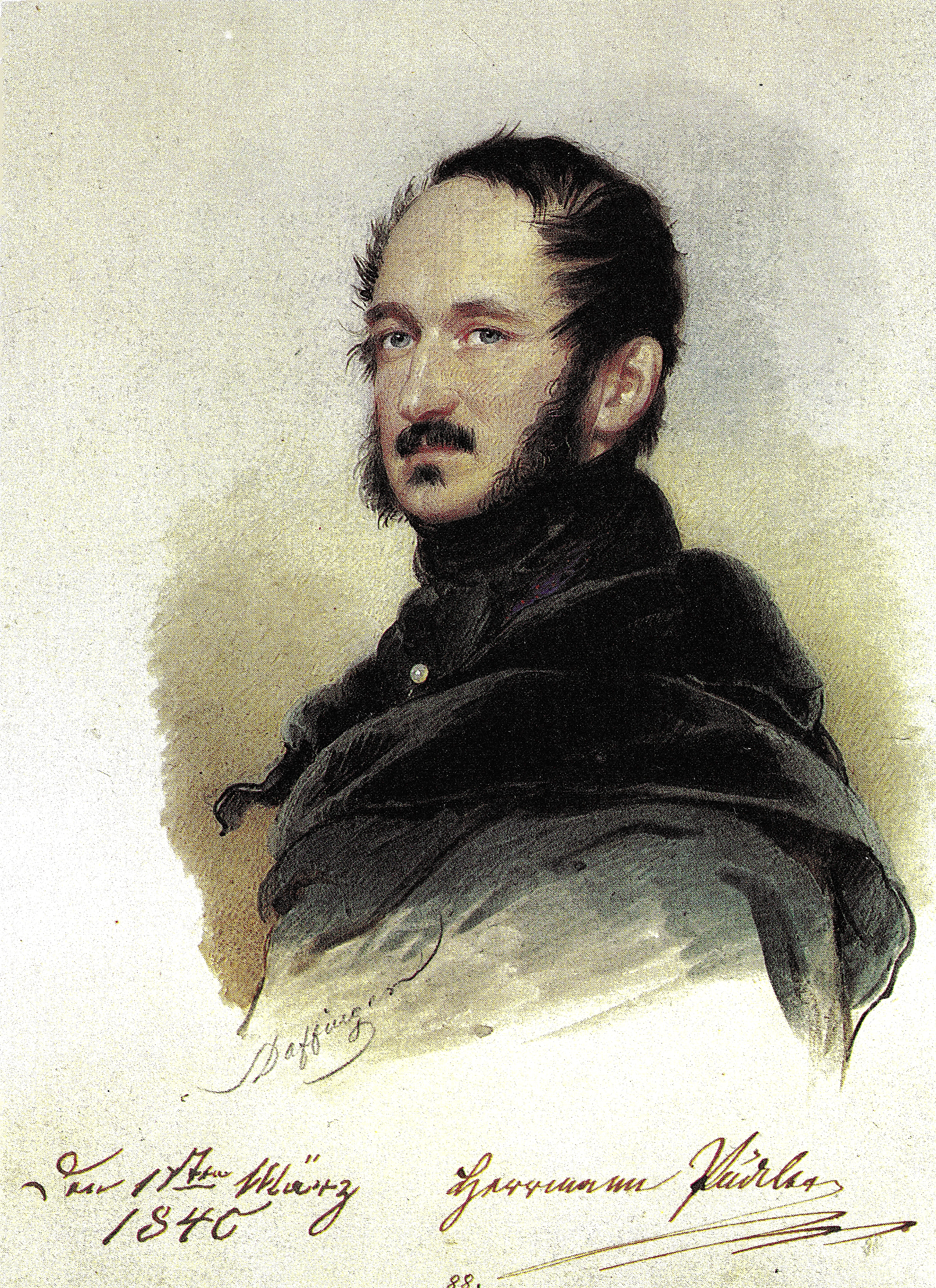
Hermann von Pückler-Muskau
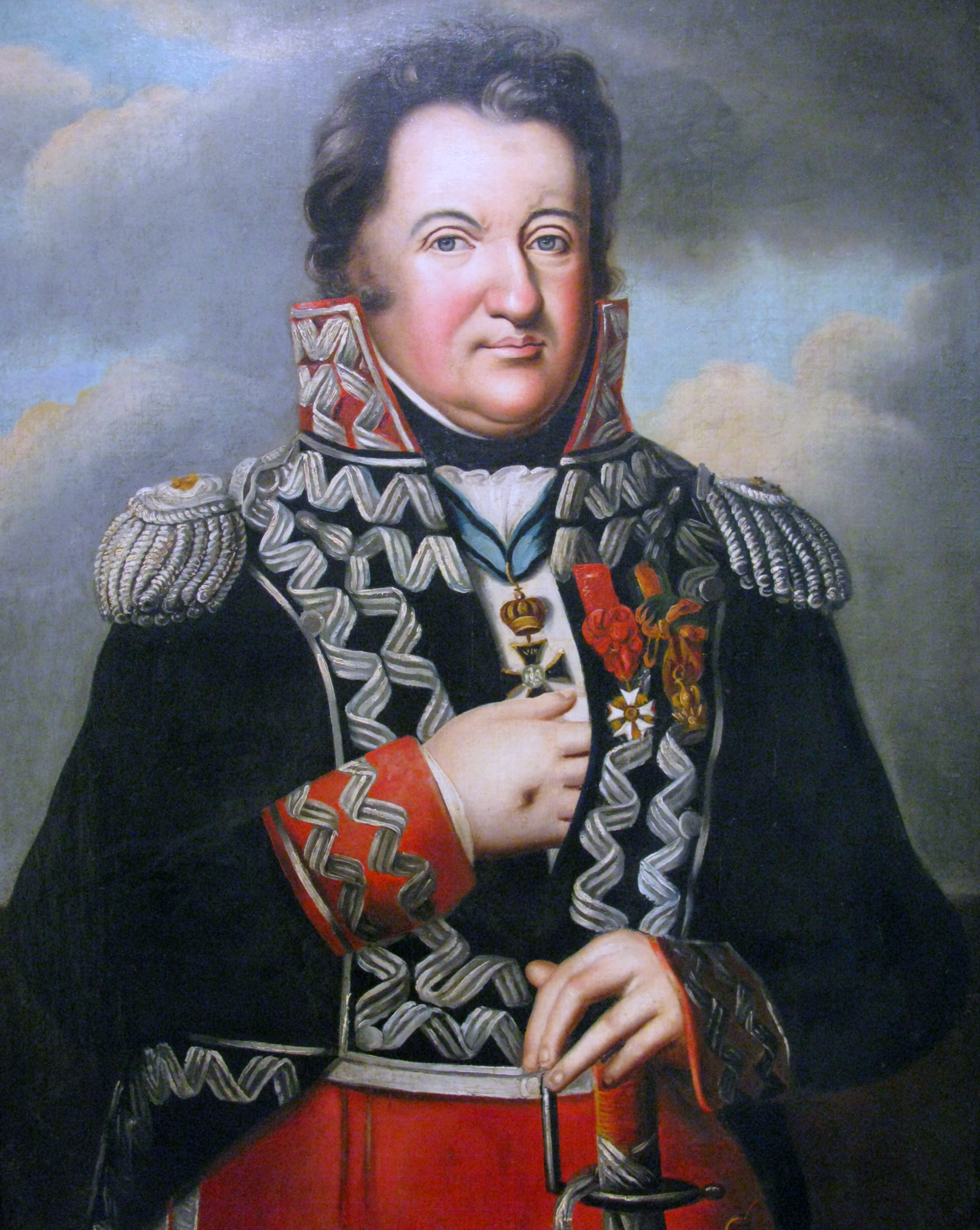
Jan Henryk Dąbrowski
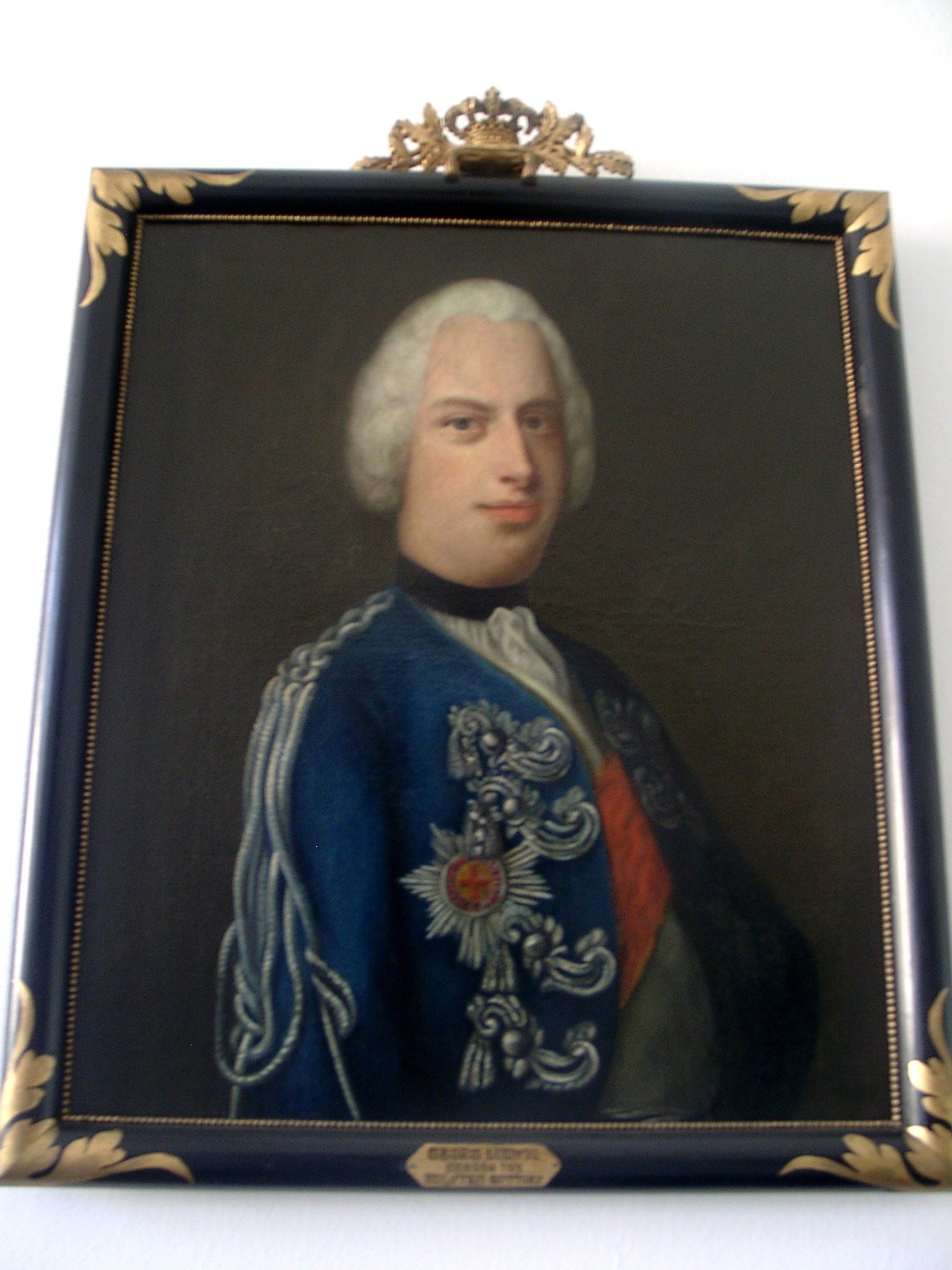
Georg Ludwig von Schleswig-Holstein-Gottorf

## Weitere Literatur
- Philip Haythornthwaite, Michael Chappell: Uniformen des napoleonischen Rußlandfeldzuges (Originaltitel: Uniforms of the Retreat from Moscow. Übersetzung Egbart von Kleist), Heyne, München 1977, ISBN 3-453-81038-4.